# Michael Knight
Michael Knight – fikcyjny bohater ze znanego amerykańskiego serialu telewizyjnego Nieustraszony. Grany przez Davida Hasselhoffa.

## Michael Long
Michael Arthur Long urodził się 8 stycznia 1949 w Kalifornii w typowej rodzinie robotniczej.
W 1969 roku, mając dwadzieścia lat wstąpił do wojska, gdzie służył w Zielonych Beretach, a potem przez trzy lata w kontrwywiadzie w Wietnamie. Pewnego dnia został schwytany i trafił do obozu wroga. Udało mu się z niego uciec, ale został ciężko ranny w głowę. Przeszedł operację mózgu, podczas której wstawiono mu metalową płytkę w czaszkę.
Po tych wydarzeniach, już jako oficer wywiadu, został zwolniony ze służby i odesłany do Los Angeles. Tam postanowił ułożyć sobie życie na nowo, zamieszkał w domu na 1834 Shoreborne Avenue w Wilmington i wstąpił do policji. Zaczynając jako dzielnicowy, szybko awansował na sierżanta a później na porucznika.

## Michael Knight
W nocy 8 sierpnia 1982, Long razem ze swoim partnerem Muntzym wykonywał specjalne zadanie w zakładach chemicznych w Las Vegas. Pracując pod przykrywką mieli wykryć szpiegów przemysłowych działających na tym terenie. Coś jednak poszło nie tak i Muntzy został zabity przez strażnika.
W pilotażowym odcinku, Michael Long (grany przez Larry’ego Andersona) został zdradzony przez informatorkę i omal nie zginął, gdy owa informatorka, chcąc go zabić strzeliła mu w głowę. Pocisk trafił w metalową płytkę w czaszce, co uchroniło go przed śmiercią, ale jednocześnie bardzo poważnie zniekształciło mu twarz. W noc, gdy doszło do tego zdarzenia Michael Long został uznany za zmarłego, a jego dalszym losem zajęła się Fundacja na rzecz Prawa i Rządu (ang. Foundation for Law and Government, w skrócie FLAG).
FLAG to rządowa fundacja walczącą z przestępczością nazywana inaczej Knight Industries, jest organizacją założoną przez miliardera i filantropa, Wiltona Knighta. To on znalazł ciężko rannego Michaela na pustyni i uratował. Pod wpływem tego wydarzenia, postanowił włączyć go do swojego pilotowego programu zwalczania przestępczości. W odcinku pilotażowym Wilton umiera na nieujawnioną chorobę.
Michael przeszedł chirurgiczną rekonstrukcję twarzy i otrzymał nową tożsamość. Jako Michael Knight (David Hasselhoff) postanowił kontynuować dzieło Wiltona i zwalczać zło. Do pomocy otrzymał zaawansowany technicznie i inteligentny samochód Knight Industries Two Thousand (KITT). Po śmierci Wiltona nowym dyrektorem fundacji (i przełożonym Michaela) został jego stary przyjaciel, Devon Miles.

## Osobowość
Michael Knight to wyjątkowy typ bohatera, nowoczesny rycerz, który stara się unikać przemocy i powstrzymywać od używania broni palnej. Wilton wybrał go, gdyż jest inteligentny, ma doświadczenie w stosowaniu prawa, zna się na samoobronie i potrafi działać sam, nawet w trudnych sytuacjach. Jedynym jego partnerem jest KITT, z którym tworzy niepokonany duet. Większość misji wykonuje na południu Kalifornii, gdzie FLAG ma swoją siedzibę, ale bez problemu może działać w całym kraju. W niektórych odcinkach wykonywał misje również w Meksyku. Fundacja posiada też ciężarówkę z naczepą, która służy jako mobilne biuro i warsztat techniczny dla KITT-a.
Choć Michael jest postrachem przestępców to ma też swoje słabości. Uwielbia na przykład niezdrowe jedzenie takie jak: tłuste steki, frytki i jajka. Kocha też piękne kobiety, które często spotyka i którym zawsze służy pomocą. W odcinku Scent of Roses, bierze ślub ze swoją narzeczoną Stephanie „Stevie” March Mason (grała ją Catherine Hickland, która w tym czasie naprawdę była żoną Hasselhoffa). Ginie ona jednak na końcu odcinka. Poza tym Michael boryka się czasem ze swoją trudną przeszłością.

## Rodzina
Choć Michael był jedynakiem, to miał przyszywaną siostrę Jennifer i złego „brata bliźniaka”, Garthe’a Knighta, który był biologicznym synem Wiltona. W czasie, kiedy Michael przechodził operację plastyczną, Garthe był uwięziony w Afryce. Wilton sądząc, że już nigdy nie ujrzy syna, kazał wymodelować Michaelowi jego twarz na wzór Garthe’a. W drugim sezonie Garthe się jednak pojawił (Hasselhoff wystąpił w podwójnej roli).
Z Jennifer Traceur miał syna, Mike’a. Jego istnienie zostało ujawnione w nowej wersji Nieustraszonego (gdzie teraz on jest głównym bohaterem). Mike nie znał wcześniej ojca, poznał go dopiero na pogrzebie matki, kiedy Michael przyszedł do niego i się przedstawił.